# Chaetopappa imberbis
Chaetopappa imberbis là một loài thực vật có hoa trong họ Cúc. Loài này được (A.Gray) G.L.Nesom mô tả khoa học đầu tiên năm 1988.